# Maciej Wierzbowski
Maciej Wierzbowski (ur. 15 lutego 1971 w Gdańsku) – polski międzynarodowy sędzia piłkarski, sędzia FIFA w latach 1998–2014.
Sędziował od 1990 roku. Sędzia asystent Ekstraklasy od 1995 roku. W latach 1994–2001 był też sędzią głównym trzeciej ligi. Kiedy FIFA wprowadziła podział na sędziów głównych i asystentów, zdecydował się kontynuować karierę tylko jako sędzia asystent. W 1997 r. zadebiutował w rozgrywkach UEFA. Na Mistrzostwach Świata w Piłce Nożnej w Korei i Japonii sędziował 4 mecze jako sędzia asystent, w tym półfinał Brazylia - Turcja. Jako sędzia asystent prowadził również m.in. mecze Pucharu Konfederacji Francja 2003, półfinał Pucharu UEFA 2002, finał Pucharu Intertoto, finał mistrzostw Europy juniorów w 1998 i 2000 roku, mecze Ligi Mistrzów, Pucharu UEFA, Ligi Europy oraz finały mistrzostw świata juniorów w Argentynie w 2001 r. oraz w Korei Płd. w 2007 roku. Był jednym z trzech pierwszych sędziów zawodowych w Polsce (pozostałymi dwoma byli Grzegorz Gilewski i Rafał Rostkowski). Na szczeblu krajowym prowadził jako sędzia asystent najważniejsze mecze ligowe, a także dwukrotnie mecze Superpucharu Polski, finał Pucharu Ligi oraz siedmiokrotnie mecze finałowe Pucharu Polski. Po zakończeniu kariery sędziego aktywnie udziela się w strukturach sędziowskich UEFA oraz PZPN. Zawodowo Nauczyciel Akademicki dr inż. Katedry Energetyki i Aparatury Przemysłowej (dawniej Techniki Cieplnej) Wydziału Mechanicznego Politechniki Gdańskiej. Dwukrotnie odznaczony srebrnym medalem na targach krajowych i europejskich za działalność naukowo-badawczą (w zespole z Jackiem Barańskim i Kazimierzem Orłowskim). Mąż Katarzyny Wierzbowskiej - byłej sędzi międzynarodowej FIFA.